# Diacritiques de l'alphabet arabe
Pour un article plus général, voir Écriture de l'arabe.

Un texte avec différents signes diacritiques.

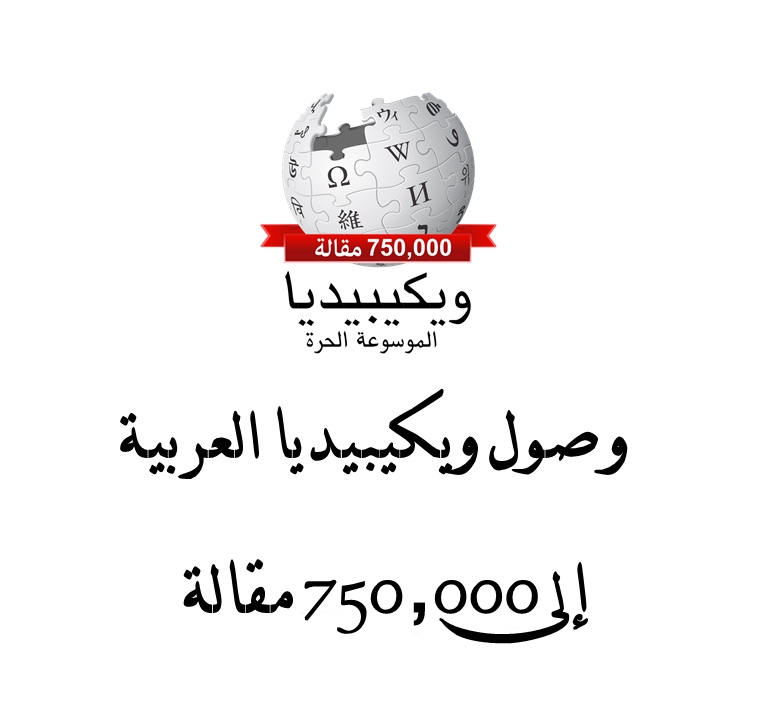
Un texte sans signe diacritique, sauf les points distinguant certaines consonnes.

L'alphabet arabe n'utilise habituellement pas de diacritiques, hormis les points souscrits ou suscrits obligatoires pour distinguer des lettres présentant une même graphie mais ayant des sons différents, comme le bā' et le tā'. En revanche, il ne note en général pas les voyelles brèves, ni les géminations ou encore les assimilations, si bien qu'il n'est pas possible de lire et de comprendre un texte sans l'aide de ces signes pour un lecteur débutant n'ayant pas une bonne connaissance de la langue. Cependant, les érudits arabes ont très tôt développé et mis au point un système de signes auxiliaires qui lèvent la plupart des ambiguïtés du texte. Ces signes sont indiqués essentiellement dans le Coran et les textes religieux comme les hadiths, la poésie, mais aussi dans les livres scolaires destinés aux enfants.

## Diacritiques obligatoires
Les seuls diacritiques historiques de l'alphabet arabe, c'est-à-dire ceux qui servent à différencier plusieurs lettres de même tracé, sont le point et la hamza.

### Point
Il est conseillé de consulter aussi Histoire de l'alphabet arabe pour comprendre cette partie.
Les premiers modèles de l'alphabet arabe sont riches en ambiguïtés, comme on peut le voir ci-dessous.
| ا | ٮ | ح | د    | ه    | و | ر    | ح    | ط    | ى    | ك    |
| ʾ | b | ǧ | d, ḏ | h    | w | z    | ḥ, ḫ | ṭ, ẓ | y    | k    |
|   |   |   |      |      |   |      |      |      |      |      |
| ل | م | ں |      | ع    | ڡ | ص    | ٯ    | ر    | س    | ٮ    |
| l | m | n |      | ʿ, ġ | f | ṣ, ḍ | q    | r    | s, š | t, ṯ |

On remarque que neuf lettres sont de tracé identique ou peu s'en faut. Au VIIe siècle, par imitation du modèle nabatéen ou syriaque, les lettres ambiguës ou ambivalentes ont été distinguées par un, deux ou trois (selon le nombre d'ambiguïtés à lever) points suscrits, inscrits ou souscrits, dans les cas où plus de deux lettres possèdent un tracé trop proche ou pour inventer de nouvelles lettres à partir de lettres simples. En sorte, le point fonctionne doublement :
- il distingue des graphèmes homographes ;
- il étend le nombre de graphèmes possibles.

Actuellement, en graphie isolée, 18 lettres (sur 28 au total) ne diffèrent que par la présence ou non de points, ainsi que la position et aussi le nombre de ces points, le cas échéant :
- ع et غ
- ب, ت  et ث ;
- ج, ح et خ ;
- د et ذ ;
- ر et ز ;
- س et ش ;
- ص et ض ;
- ط et ظ ;

En graphie liée, le nombre d'ambiguïtés levées est encore plus grand, certaines différences de tracé étant abolies ; la forme fondamentale ‍ـىـ‍, en effet, peut recevoir cinq combinaisons de points :
| ـىـ |     |     |     |     |
| ـبـ | ـتـ | ـثـ | ـنـ | ـيـ |
| b   | t   | ṯ   | n   | y   |

Les mêmes lettres, en graphie isolée, ne sont plus si proches (dans le même ordre) :
| ب | ت | ث | ن | ي |
| b | t | ṯ | n | y |

De même, bien qu'en graphie isolée leur position sur la ligne ne soit pas identique, ف f et ق q sont aussi distingués par les points en graphie liée :
| ف   | ق   |
| ـفـ | ـقـ |
| f   | q   |

Pour ces deux dernières lettres, l'usage a été long à s'établir. Au début, durant les deux premiers siècles de l'hégire, le q portait un point au-dessus, et le f n'en avait pas. Puis le f reçut un point au-dessous, comme ce fut longtemps le cas dans l'alphabet maghrébin. En fin de compte, le point du f passa au-dessus, et le q en reçut deux, conformément à l'usage ci-dessus.

### Hamza et ʾalif waṣla
La hamza est une lettre, ء, qui, dans certaines conditions, s'écrit comme un diacritique. Elle note le phonème /ʔ/, dit coup de glotte. Son placement est relativement complexe.
Le waṣla est un autre diacritique, utilisé principalement dans les éditions du Coran. Il se place au-dessus ou en dessous d'un ʾalif et note la présence d'une hamza instable élidée : ainsi, le ʾalif, support d'une voyelle et d'une hamza, ne se prononce pas.

## Diacritiques servant à faciliter la lecture

### Signes de vocalisation
Ces signes annexes permettant de noter les voyelles auraient été inventés par Abou al-Aswad al-Douali, grammairien du VIIe siècle. Le modèle est presque clair : il s'agit de lettres de l'alphabet transformées en signes suscrits. C'est au VIIIe siècle qu'est fixée la notation actuelle.

#### Voyelles simples
Les voyelles (qui peuvent être brèves ou longues) ne sont généralement pas écrites, sauf parfois dans les textes sacrés et didactiques, auquel cas l'on dit de ces textes qu'ils sont « vocalisés ».
Les brèves sont des diacritiques (dont ـُ [u] provient sûrement de la lettre و [w]) placés sur ou sous la consonne qui les précède dans la syllabe, tandis que les longues sont notées par le diacritique de la brève équivalente suivie d'une consonne de prolongement :
- ا ʾalif ou ى ʾalif maqṣūra (seulement en fin de mot) pour l'allongement de /a/. Ainsi, ce qui est écrit aʾ se lit ā ;
- ي yāʾ pour celui de /i/ : iy = ī ;
- و wāw pour celui de /u/ : uw = ū.

Comme aucune syllabe arabe ne commence par une voyelle (contrairement aux apparences ; il y a en effet une consonne à l'initiale d'un prénom comme Ali, en arabe ʿAlī, ou d'un mot comme ʾalif), il n'y a pas de forme indépendante.
Dans le tableau suivant, les voyelles seront présentées seules puis placées pour plus de clarté sur ou sous la lettre د dāl.
| Voyelles simples | Avec consonne | Nom                 | Trans. | Valeur |
| ---------------- | ------------- | ------------------- | ------ | ------ |
| ـَ                | دَ             | fatḥa               | a      | [a]    |
| ـِ                | دِ             | kasra               | i      | [i]    |
| ـُ                | دُ             | ḍamma               | u      | [u]    |
| ـَا               | دَا            | fatḥa ʾalif         | ā      | [aː]   |
| ـَى               | دَى            | fatḥa ʾalif maqṣūra | ā / aỳ | [aː]   |
| ـِي               | دِي            | kasra yāʾ           | ī / iy | [iː]   |
| ـُو               | دُو            | ḍamma wāw           | ū / uw | [uː]   |

Note : ne pas oublier que le ة tāʾ marbūṭa n'est pas une voyelle mais une consonne /t/ ou /h/ souvent muette mais toujours précédée du son /a/.
L'absence de la notation des voyelles brèves rend parfois ambiguë la compréhension des mots, en particulier lorsque ceux-ci sont lus isolés de tout contexte. Notons, par exemple, ce qui se produit avec le mot كتب (ktb) dont on n'écrit généralement que les trois consonnes et donc qui n'est pas vocalisé. Ce mot qui se rapporte au monde de l'écrit pourra prendre, une fois vocalisé, les sens suivants :
- un verbe à la 3e personne du masculin singulier de l'accompli actif كَتَبَ (kataba, il a écrit) ou encore كَتَّبَ (kattaba, il a fait écrire) ;
- un verbe à la 3e personne du masculin singulier de l'accompli passif كُتِبَ (kutiba, il a été écrit) ;
- un nom masculin pluriel كُتُبٌ (kutubun, les livres) ;
- un verbe à l'impératif à la 2e personne du masculin singulier كَتِّبْ (kattib, fais écrire).

Tous ces mots sont discriminés par des voyelles brèves qui la plupart de temps ne sont pas écrites. Il en résulte qu'ils se trouveront tous sous l’orthographe unique كتب (ktb) dans la plupart des textes. C'est donc au lecteur de rajouter mentalement les voyelles nécessaires afin de déterminer le sens véritable du mot en question. Il sera pour cela grandement aidé par le contexte.

#### Diphtonguesayetaw
Elles sont simplement notées par la voyelle brève suivie des consonnes y ou w. L'écriture les traite comme ī et ū, c'est-à-dire qu'elle ne les note pas différemment des autres suites voyelle + consonne. De même, on pourrait classer parmi les diphtongues celles débutant par īy et ūw ; ce ne sont cependant que des voyelles suivies d'une consonne. Comme précédemment, les diphtongues sont présentées dans le tableau précédées de d et les lettres ne sont pas liées.
| Diphtongues | Nom       | Trans.       | Valeur |
| ----------- | --------- | ------------ | ------ |
| دَي          | fatḥa yāʾ | ay / ai / aï | [ai]   |
| دَو          | fatḥa wāw | aw / au      | [au]   |

#### Voyelles casuelles ettanwīn
Lors de la flexion nominale, les noms peuvent recevoir trois désinences différentes, -a, -i, et -u (qu'on transcrira de préférence en les plaçant en exposant : -a, etc). Celles-ci ne sont pas écrites dans un texte non vocalisé, sinon, les signes habituels sont employés. Il est rare qu'on les prononce dans la conversation courante : de fait, n'étant ni écrites ni prononcées d'habitude, ces voyelles flexionnelles ressortissent surtout à l'arabe classique.
Si le mot est indéfini (sans article ni complément du nom), il prend (sauf exceptions) les désinences -an, -in, -un, nommées tanwīn. Celles-ci sont notées par des diacritiques spéciaux qui remplacent la voyelle ainsi que la lettre -n attendue en fin de mot ; selon que le texte est vocalisé ou non, la notation change :
- tanwīn -an (tanwīn ʾal-fatḥa, ou fatḥatan) : ـً ; un ʾalif est placé à la suite du tanwīn, sauf si le mot se termine par ة tāʾ marbūṭa /a(t)/ (suffixe de féminin), ou par une hamza, أ /aʔ/ ou اء, /aːʔ/ ; dans un texte non vocalisé, seul le ʾalif est écrit, si c'est possible, sinon, rien n'indique la présence d'un tanwīn :
  - رَجُلاً raǧulan, « homme (cas accusatif ou cas direct) » ; non vocalisé : رجلا (noter la ligature lām ʾalif qui, de fait, porte le tanwīn), جِدًّا ǧiddan, « énormément » ; non vocalisé : جدا
  - عَادَةً ʿādatan, « d'habitude » (noter l'utilisation du tāʾ marbūṭa prononcé ici /t/ devant voyelle casuelle) ; non vocalisé : عادة (pas d'ʾalif après ة),
- tanwīn -in (tanwīn ʾal-kasra, ou kasratan) : ـٍ ; il n'est pas écrit dans les textes non vocalisés :
  - رَجُلٍ raǧulin, « homme (cas possessif / génitif, ou cas indirect) » ; non vocalisé : رجل ;
- tanwīn -un (tanwīn ʾaḍ-ḍamma, ou dammatan) : ـٌ (il existe une deuxième graphie, ressemblant à « ” » suscrit) ; il n'est pas écrit dans les textes non vocalisés :
  - رَجُلٌ raǧulun, « homme (cas nominatif ou cas sujet) » : non vocalisé : رجل (le cas sujet et le cas indirect ne se distinguent donc pas).

Derrière la désinence — an, on ajoute par orthographe un alif qui ne change en rien la prononciation ; il n'y a d'exception à cette règle que pour les mots dont la dernière lettre est un hamza ou un tā' marbūṭah.
Dans la pratique, la voyelle et le /n/ des tanwīn ne sont pas prononcés (sauf dans des expressions adverbiales figées en -an, comme شُكْراً šukran, « merci », plus fréquemment écrit شكرا). Ces désinences appartiennent aussi à la langue littéraire de l'arabe classique.

#### ʾAlif Madda
Afin d'éviter la succession de deux ʾalif dans un même mot, on fait usage d'un diacritique nommé madda remplaçant l'un des deux ʾalif et se plaçant sur le restant : آ. Cette rencontre ne se trouve en fait que dans les cas où un ʾalif support d'une hamza précède un [a] long (c'est-à-dire une fatḥa suivie d'un ʾalif), soit ʾā. La madda remplace donc :
- une éventuelle hamza initiale ;
- la fatḥa ;
- le ʾalif de prolongement.

Ainsi, l'on n'écrit pas أَاخَذَ ʾāḫaḏa, « il a réprimandé » mais آخَذَ ; de même dans un mot : non pas قَرَأَا qaraʾā, « ils ont lu (au duel) », mais قَرَآ.
Les mots qui se terminent par un alif madda correspondent à un finale de « â » long faisant suite à une hamza.

#### ʾAlif suscrit
Certains mots portent phonétiquement la trace d'un ancien ʾalif de prolongement qui n'était pas écrit dans la graphie othmanienne, et qui n'a pas été rétabli lors de la stabilisation de l'orthographe ; il est cependant parfois écrit sous une forme suscrite, en remplacement d'une éventuelle fatḥa et de son ʾalif de prolongement ; c'est le cas dans certains démonstratifs :
- هذا ou هٰذَا hāḏā « ce… -ci » ;
- هذه ou هٰذِهِ hāḏihi « cette… -ci » ;
- هٰؤُلاَءِ hāʾulāʾi « ces… -ci (féminin) » ;
- ذلك ou ذٰلِكَ ḏālika « ce… -là » ;

D'autres mots peuvent être écrits avec le ʾalif suscrit :
- هكذا ou هٰكَذا hākaḏā « ainsi » ;
- لكن ou لٰكِن lākin, « mais » ;
- رحمان ou رَحْمٰن raḥmān, « miséricordieux ».

Certaines graphies archaïques, notamment dans le Coran, sont écrites avec le ʾalif suscrit :
- قِيٰمَةٌ, pour قيامة ou قِيَامَة, qiyāmatun, « se rebellant » ;
- إِلٰهٌ, pour الاه ou إِلَاهٌ ʾilāhun, « dieu » ;
- سَمٰوَاتٌ, pour سماوات ou سَمَاوَاتٌ samāwātun, « cieux » ;
- ثَلٰثٌ, pour ثلاث ou ثَلَاثٌ ṯalāṯun, « trois ».

Le terme le plus célèbre portant un ʾalif suscrit est le nom d’Allah, que certains décomposent en أَل ʾal + إِلٰه ilāh (« le/la + Divin ») ; où le terme ilāh, commençant par une hamza instable, donne par contraction أَللّٰه Al-lāh, plus communément écrit اللّٰه et transcrit Allāh. Il existe d'ailleurs un emplacement en Unicode permettant d'écrire le nom d'Allāh en un seul caractère ; il s'agit de U+FDF2, Ligature Allâh sous sa forme isolée, soit ﷲ.
Pour mieux distinguer le ʾalif maqṣūrah final en comparaison de la lettre yāʾ, qui s'en différencie uniquement par les deux points souscrits, un ʾalif suscrit est parfois ajouté sur le ʾalif maqṣūrah (ىٰ) , par exemple :
- إلىٰ pour إلى ʾilā, « vers » ;
- مَشْفىٰ pour مَشْفى mašfā, « hôpital » ;
- موسىٰ pour موسى Mūsā, « Moïse ».

### Autres signes de vocalisation
Des signes de vocalisation additionnels sont utilisés dans des langues autres que l’arabe.
L’arabe classique possède uniquement trois voyelles /a/, /i/ et /u/, tandis que des langues comme l’ourdou, le cachemiri ou le farsi possède d’autres voyelles non allophoniques comme /o/ ou /e/. Celles-ci peuvent être indiquées à l’aide de ses signes additionnels.

#### ʾAlif souscrit
Le ʾalif souscrit est utilisé pour indiquer une voyelle longue /iː/ ou une voyelle /i/ en contraste avec la voyelle /e/.

#### Ḍamma culbuté
Le ḍamma culbuté est utilisé pour indiquer une voyelle longue /uː/ ou une voyelle /u/ en contraste avec la voyelle /o/.

### Signes de syllabation
De même que pour les signes de vocalisation, les signes de syllabation ne sont pas obligatoirement écrits. Ils permettent cependant une grande précision et s'utilisent parfois quand le texte n'est pas vocalisé.

#### Sukūn
Une syllabe arabe peut être ouverte (elle est terminée par une voyelle) ou fermée (par une ou deux consonnes) :
- ouverte : C[onsonne]V[oyelle] ;
- fermée : CVC(C) ; la voyelle en question est le plus souvent brève.

Quand la syllabe est fermée, on peut indiquer que la consonne qui la ferme ne porte aucune voyelle en plaçant au-dessus un signe nommé sukūn, de la forme « ° », pour lever toute ambiguïté, surtout quand le texte n'est pas vocalisé : il faut se souvenir qu'un texte standard n'est composé que de suites de consonnes ; ainsi, le mot qalb, « cœur », est écrit qlb. Les sukūn permettent de savoir où ne pas placer une voyelle : qlb (قلب) pourrait en effet être lu /qVlVbV/, mais écrit avec un sukūn sur le l et sur le b, il ne peut être interprété que sous la forme /qVlb/ (quant à savoir quelle est la voyelle /V/, il faut pour cela connaître le mot) ; on écrit donc قلْبْ (sans connecter les lettres : ق‌لْ‌بْ). De fait, dans un texte vocalisé le sukūn ne semble pas nécessaire, puisque le placement des voyelles est sûr : قَلْبْ est quelque peu redondant.
On peut en théorie faire de même pour l'écriture des voyelles longues et des diphtongues, puisque celles-ci sont notées par une voyelle suivie d'une consonne : ainsi mūsīqā, « musique », s'écrit de manière non vocalisée mwsyqā (موسيقى avec un ʾalif maqṣūrah en fin de mot) ; pour éviter une lecture /mVwVsVyVqā/, il est possible d'indiquer que w et y ferment leur syllabe respective : موْسيْقى. Le mot, entièrement vocalisé, est écrit مُوْسِيْقَى. De même pour les diphtongues : le mot zawǧ, « mari », peut être écrit simplement zwǧ : زوج, avec sukūn : زوْج, avec sukūn et voyelle : زَوْج.
Dans la pratique, le sukūn n'est pas placé au-dessus des lettres servant à indiquer l'allongement de la voyelle qui précède (et sa présence pourrait conduire à des erreurs de lecture : on a tendance à considérer qu'un sukūn sur un y ou un w indique une diphtongue et non une voyelle longue) : mūsīqā sera plus simplement écrit مُوسِيقَى. De même, il n'est quasiment jamais écrit en fin de mot quand la dernière syllabe est fermée : dans un texte entièrement vocalisé, aucun nom, par exemple, ne pourrait porter en finale un autre diacritique qu'un tanwīn : قلْبْ est donc une graphie impossible. C'est قلْبٌ, par exemple, qu'on devrait avoir même si, dans la pratique, les tanwīn ne sont pas prononcés.
C'est la marche que l'on a suivie dans ce document.
Le sukūn ne doit pas être confondu avec le rond en chef.

#### Šadda
Ce signe, dont la forme est une simplification de ‍ش‍ (initiale du mot), sert à faire l'économie d'une consonne géminée, c'est-à-dire quand deux consonnes identiques se suivent : c'est le cas lorsqu'une syllabe fermée terminée par une consonne X précède une autre syllabe débutant par cette même consonne X (formant ainsi un doublement de cette consonne). On place la šadda au-dessus d'une des consonnes, tandis que l'autre n'est pas écrite : ainsi, le mot šadda lui-même est orthographié شَدَّة au lieu de شَدْدَة ; il n'y a donc plus besoin d'utiliser un sukūn.
La šadda devrait se rencontrer dans les cas d'assimilation de la consonne /l/ de l'article devant une consonne solaire : ainsi, « la lune » s'écrit أَلْقَمَر ʾal-qamar, tandis que « le soleil » pourrait être noté أَلشَّمْس ʾaš-šams (il est écrit en réalité ʾalššams ; le détail de cette convention graphique est décrit plus bas). En réalité, la šadda est le plus souvent omise dans cette assimilation très fréquente. Les détails de cette question sont traités dans l'article principal (section « Assimilations »).
Noter le placement des signes de vocalisation :
- fatḥa a et ḍamma u sont écrites au-dessus de la šadda tandis que kasra i l'est soit régulièrement sous la consonne qui la porte, soit sous la šadda (depuis quelques années, pour des raisons de simplification typographique) : il ne faut donc pas confondre ﳲ et ﳴ ;
- les tanwīn -an et -un suivent les mêmes principes (au-dessus de la šadda), mais le tanwīn /in/ ne se place qu'au-dessous de sa lettre (et non sous la šadda).

La pratique du placement du kasra i sous la šadda correspond à la pratique traditionnelle égyptienne. Dans certains manuscrits anciens, cette configuration pouvait être utilisée pour noter un fatḥa a. Inversement, la tradition africaine était d'écrire la šadda sous la consonne lorsqu'elle accompagnait un kasra i.

## Diacritiques servant à étendre le nombre de caractères
L'alphabet arabe ne servant pas exclusivement à noter la langue arabe, il a fallu, dans de nombreuses autres langues, procéder à des ajustements nécessaires pour lui faire représenter, avec plus ou moins de précision, des phonèmes qui ne sont pas prévus. Pour ce faire, on a souvent recouru à des diacritiques qui ont permis d'étendre le nombre de graphèmes possibles.
On se reportera à l'article Adaptations de l'alphabet arabe pour un article complet sur la question.